# إيه إيه ألن
آسا ألونسو ألن (بالإنجليزية: Asa Alonso Allen)‏ (27 مارس 1911 – 11 يونيو 1970)، ويشتهر باسم إيه. إيه. ألين (بالإنجليزية: A. A. Allen)‏، هو مبشر خمسيني أمريكي راحل، عُرف بعلاجه للإيمان ووزارته للخَلاص. كان مرتبطًا لفترة من الوقت بحركة «صوت الشفاء» التي أسسها جوردون ليندسي. توفي ألين عن عمر يناهز 59 عامًا في سان فرانسيسكو، كاليفورنيا، ودُفن في مقر وزارته في ميراكل فالي، أريزونا.

## الوفاة
توفي ألن في فندق جاك تار في سان فرانسيسكو، كاليفورنيا، يوم 11 يونيو 1970، عن عمر يناهز 59 عامًا. مات بعد شرب الخمر بكثرة. واتُهم خليفته، دون ستيوارت، بمحاولة «تنظيف الدليل على إفراط مٌعلمه في شرب الكحول في أحد فنادق سان فرانسيسكو قبل وصول الشرطة». يقول ستيوارت أنه لم يكن يحاول التستر على أي شيء، ولكنه كان يحاول حماية ألن. ومع ذلك، عثرت الشرطة على جثته في «غرفة مليئة بالأقراص وزجاجات الخمور الفارغة».